# Минцмейстер
Минцме́йстер (либо мюнцмейстер, нем. Münzmeister, от нем. Münze — монета, и нем. Meister — начальник, глава, на лат. monetarius) — название профессиональной принадлежности либо должности специалиста, связанного с производством монет. Минцмейстером может называться: начальник монетного двора или его отделения (передела); чиновник, отвечавший за монетное производство; управляющий механической частью монетного двора, пробовательный мастер и т. п.

## История

### Античность
Первые специалисты по чеканке монет известны со времён Древней Греции. История чеканки монет в античном мире вплоть до настоящего времени изучена недостаточно. Предполагается, что для различия монет между греческими полисами на них наносились различные идентифицирующие знаки, и необходимость нанесения таких знаков лежит в основе создания рода профессии монетария.
Впервые служба монетного мастера как самостоятельный вид деятельности просматривается в Римской империи со времён Пунических войн. В более позднем периоде республики была организована Коллегия трёх монетариев. При Юлии Цезаре коллегия была расширена до четырёх чиновников, а при Октавиане Августе снова сокращена до трёх. Монетные мастера назначались квесторами. Коллегия монетариев существовала до III в. н. э.

### Средние века
После падения Римской империи потребность в Европе в специалистах по чеканке монет на некоторое время существенно уменьшилась. Их производство как правило осуществлялось в мелких цехах либо у одиночных специалистов по работе с металлом. С образованием новых государств в Европе чеканка монет переходила в ведомство королевских и княжеских структур. В европейских самоуправляемых городах также начала утверждаться профессия монетного мастера. В средневековой Европе минцмейстер был ответственным за изготовление монет, являлся руководителем, управляющим монетного двора. Преимущественно сферу монетного дела освоили в Европе специалисты еврейского происхождения, потому что имели меньше религиозных ограничений по работе с драгоценными металлами и деньгами в средневековой католической Европе.

### Новое время
До XVIII века минцмейстер в Европе являлся часто предпринимателем, арендатором монетного двора, зачастую будучи финансово состоятельным человеком. В дальнейшем он превратился в наёмного служащего, по преимуществу — в технического специалиста, работающего в производстве монет и обеспечивающего технологический процесс. Часто это переходило в династийное ремесло, специализированный вид деятельности, как и в ювелирном деле.

#### В Европе
В Англии монетные мастера как предприниматели существовали вплоть до второй половины XIX века, во Франции и Голландии ещё дольше.
В Австрии и Германии ещё со времён становления правления Габсбургов монетные мастера формировались как служащие княжеств, земель и государств. В Австрии служба главного минцмейстера предусматривала существования монетного мастера как служащего с твёрдым содержанием без возможности ведения предпринимательства. Над минцмейстерами в землях и территориях Центральной Европы утвердился вардейн (нем. Wardein, лат. guardianus — охранник, сторож), наименование должности которого восходит к фр. gardien (надзиратель) и пришло в немецкий язык от северо-фр. wardien и нидерл. wardijn. Вардейн контролировал работу минцмейстера (чеканщика) в отношении качества лигатуры и веса монет.

#### В Российской империи

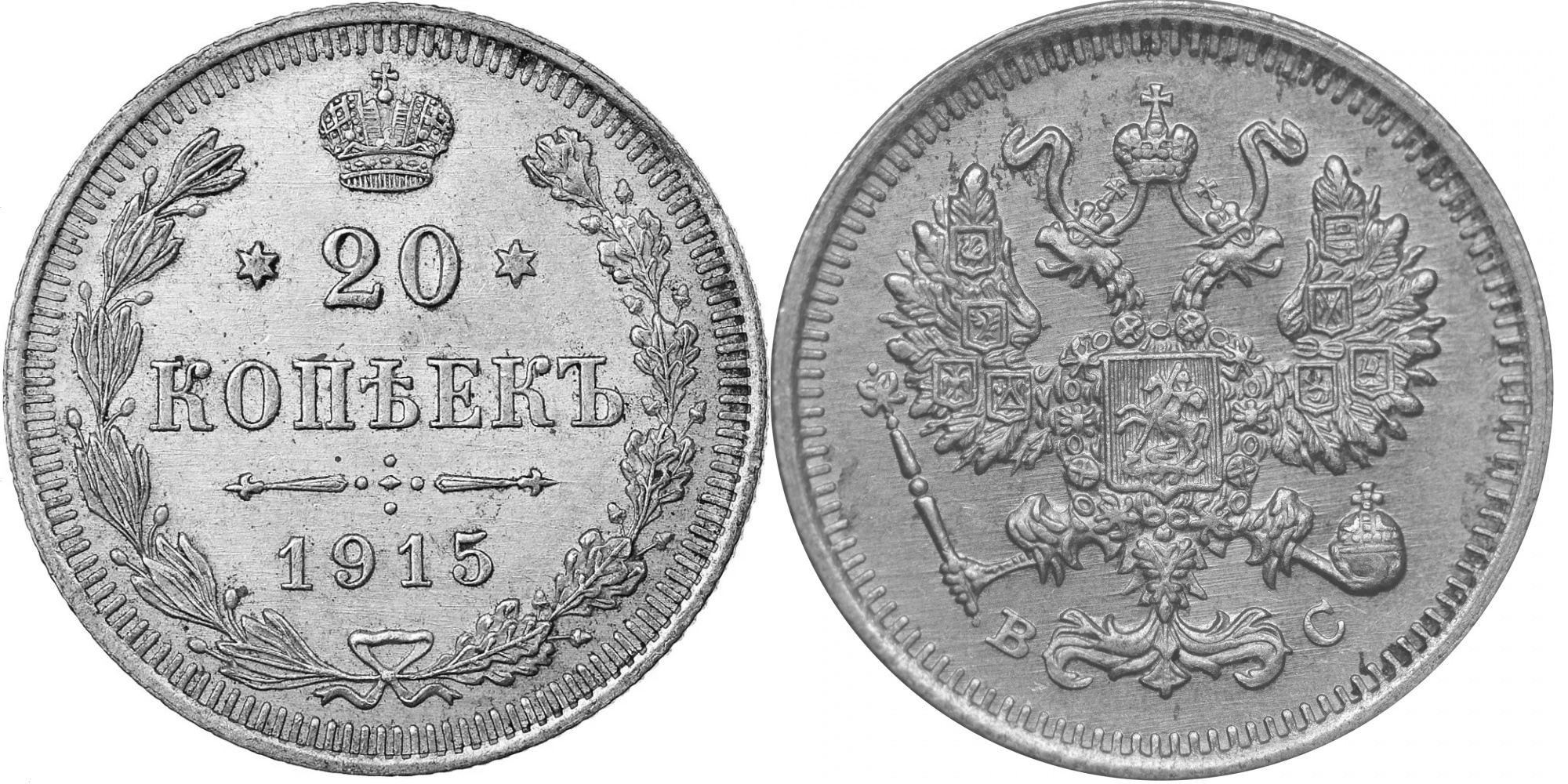
Знак минцмейстера «ВС» (Виктор Смирнов) на реверсе под орлом 20-копеечной монеты Санкт-Петербургского монетного двора 1915 года

Минцмейстерами в Российской империи, особенно до XIX века, преимущественно становились европейские специалисты, поступавшие на русскую службу. До 1835 года в России существовала должность вардейна, обеспечивающего общее управление монетными дворами. С развитием производства на Санкт-Петербургском монетном дворе в 1820 году появились должности минцмейстеров по отдельным переделам — золотому, серебряному, платиновому и медальному. Минцмейстерами назначались специалисты с горным чином 8-6 классов. С 1835 года минцмейстеры по переделам стали называться управляющими переделами. Появились должности помощников минцмейстера и управляющего переделом: старших (в чинах 8-9 класса табели о рангах) и младших (13-10 классы).
В новой структуре Санкт-Петербургского монетного двора появилась также административная должность начальника механического производства (существовала с 1835 по 1865 годы), которому подчинялись управляющие переделами, сохранившие, тем не менее, персональную ответственность и право (обязанность) помечать монету своим именным знаком — знаком минцмейстера. Знаки минмейстеров помещались под гербом, на хвосте либо на лапе гербового орла, под датой выпуска, на гурте монеты и т.п.
С 1866 года функция помечать монету именным знаком перешла к высшему администратору — управляющему механической частью, управляющему монетными переделами. На эту высшую должность назначались горные специалисты с чином 7-5 класса. С упразднением в 1866 году должностей управляющих конкретными переделами появились должности старших и младших помощников управляющего механической частью, управляющего монетным переделом.
Должность минцмейстера в Российской империи существовала также на других монетных дворах — Московском, Тифлисском. На Сузунском монетном дворе должность минцмейстера совмещалась с должностью управляющего, или начальника. На Екатеринбургском монетном дворе отдельная должность минцмейстера отсутствовала, а минцмейстерские знаки медной монеты этого двора принадлежат его начальникам, управителям, иногда — их помощникам. До 1810 года и с 1840 по 1875 год екатеринбургская монета помечалась только знаком «ЕМ».